# Bell Telephone Company
Bell Telephone Company fue una empresa estadounidense de telecomunicaciones creada el 9 de julio de 1877 por Alexander Graham Bell y por Gardiner Greene Hubbard, quien también ayudó a organizar una empresa hermana - la New England Telephone and Telegraph Company. Bell Telephone se inició sobre la base de poseer "patentes potencialmente valorables", principalmente la patente maestra #174465 del teléfono de Bell. Las dos compañías se fusionaron el 17 de febrero de 1879 para formar la National Bell Telephone Company, al mismo tiempo en que Theodore Vail tomó control de sus operaciones.
La National Bell Telephone Company se fusionó con otras empresas el 20 de marzo de 1880 para formar la American Bell Telephone Company.
American Bell Telephone Company posteriormente se convertiría en la American Telephone & Telegraph Company (AT&T), la cual llegó a ser una de las empresas de telefonía más grandes del mundo. Además de acreditársele la planteacion de una definición que da origen a la Ingeniería en Sistemas. Pero antes de eso la primera referencia que describe ampliamente el procedimiento de la Ingeniería de Sistemas fue publicado en 1950 por Melvin J. Kelly, entonces director de los laboratorios de la Bell Telephone.(FB).

## Predecesor
La Bell Patent Association (nombre asignado posteriormente por los historiadores) fue establecida de manera verbal en 1874 con tal de ser los poseedores de las patentes producidas por Bell y su asistente Thomas Watson. Aproximadamente cada 30% de los intereses estaban en manos de Gardiner Greene Hubbard, abogado y futuro suegro de Bell; Thomas Sanders, el comerciante de cueros y padre de uno de los estudiantes sordos de Bell y que fue uno de los primeros en realizar un acuerdo con el inventor; y finalmente el mismo Bell. El 10% restante fue asignado a Watson.
El acuerdo verbal de la Asociación de Patentes fue formalizado en un memorándum de acuerdo el 27 de febrero de 1875. La Asociación de Patentes posteriormente se convertiría en la Bell Telephone Company.

## Primera división de las acciones de Bell Company

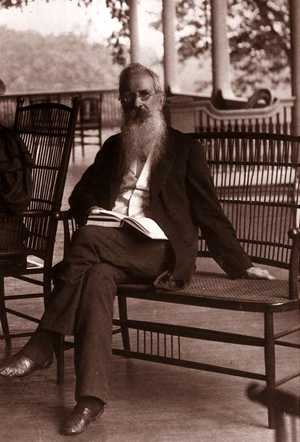
Gardiner Hubbard, presidente de la Bell Telephone Company, y suegro de Alexander Graham Bell.

Al momento de la organización de la Bell Telephone Company por parte de Hubbard, quien se convirtió en su presidente de facto, como una empresa accionaria en 1877, fueron emitidas en total 5.000 acciones por la Bell Telephone Company, también conocida como Bell Company, y distribuidas en la cantidad que sigue:
- Alexander Graham Bell (inventor y después Electricista Jefe de la empresa): 1.497 acciones.
- Gardiner Greene Hubbard (presidente): 1.397 acciones.
- Gertrude (McCurdy) Hubbard (esposa de Gardiner): 100 acciones.
- Charles E. Hubbard (hermano de Gardiner): 10 acciones.
- Thomas Sanders (tesorero): 1.497 acciones.
- Thomas Watson (operaciones): 499 acciones.

Dos días después de la constitución de la empresa, el 11 de julio de 1877, Bell se casó con una hija de Hubbard, Mabel Gardiner, y le regaló como presente de matrimonio 1.487 de sus acciones a su esposa, quedando Bell sólo con 10 acciones. Poco después, Bell y su esposa tomaron un viaje a Europa que duró cerca de un año, durante el cual Mabel le dejó las acciones a su padre bajo un poder judicial.

## Adquisición por AT&T

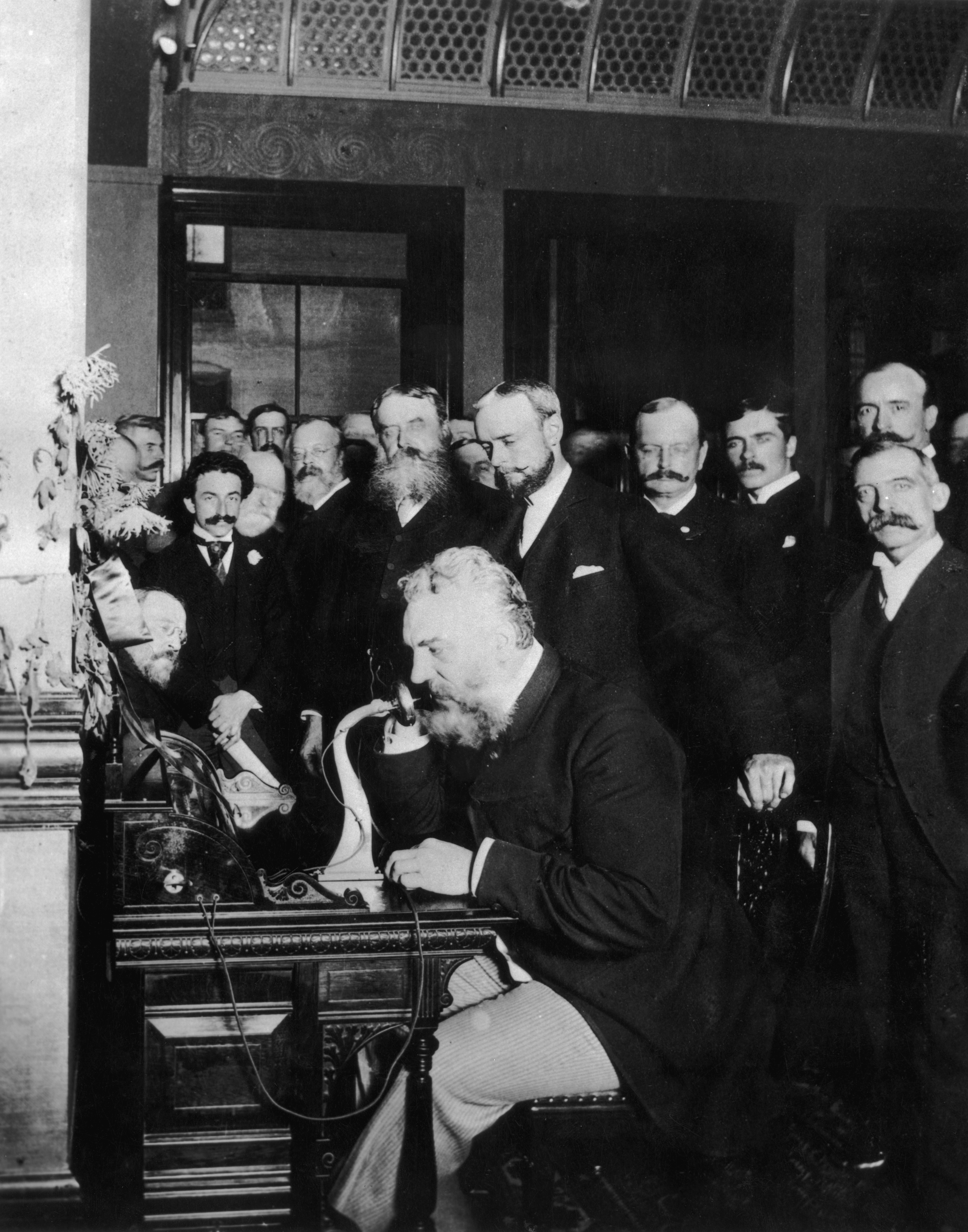
Alexander Graham Bell inaugurando la línea telefónica de Nueva York a Chicago en 1892.

En 1881 American Bell había adquirido intereses para controlar la Western Electric de manos de Western Union. Sólo tres años antes, Western Union había declinado la oferta de Gardiner Hubbard de vender todos sus derechos a la empresa de telefonía por 100.000 dólares de la época. Unos años después, el presidente de Western Union se dio cuenta de que fue un grave error financiero, que dejó a su empresa a punto de ser absorbida por el nuevo gigante de las telecomunicaciones en que se convertiría Bell Telephone, siendo salvado por las intervenciones anti-monopólicas del gobierno de Estados Unidos.
Un año antes, en 1880, la dirección de American Bell había creado lo que se convertiría en AT&T Long Lines (algo así como Líneas de Larga Distancia de AT&T). El proyecto fue el primero de su tipo al crear una red nacional de larga distancia con una estructura y costos viables. El proyecto fue formalmente creado en el Estado de Nueva York como una empresa separada llamada American Telephone and Telegraph Company el 3 de marzo de 1885. Como punto de partida la ciudad de Nueva York, su red telefónica de larga distancia llegó a Chicago en 1892.
El 30 de diciembre de 1899, los activos de American Bell fueron transferidos a su subsidiaria American Telephone and Telegraph Company (anteriormente AT&T Long Lines); esto ocurrió debido a que las leyes corporativas de Massachusetts eran muy restrictivas, y limitaban la capitalización a diez millones de dólares de la época, impidiendo el posterior crecimiento de American Bell. Con esta transferencia ocurrida el penúltimo día del siglo XIX, AT&T se convirtió en heredera de American Bell.
John Elbridge Houston se integró a Bell Telephone como consejero en 1880 y ejerció como presidente desde 1899 hasta 1900. Posteriormente, AT&T se fusionaría con SBC Communications y Bellsouth para convertirse en la actual AT&T.